# Дреново (Благоевград)
Дреново је насељено место у општини Петрич у области Благоевград, Бугарска. Према попису из 2021. године било је 63 становника.
Према бугарском географу и историчару, Василу Канчову, у Дренову је 1900. године живело 200 Словена хришћана. Село се први пут помиње у повељи Јована и Константина Драгаша из 1378. године.